# Beomseo-eup
Beomseo-eup (koreanska: 범서읍) är en köping i landskommunen Ulju-gun som i sin tur är en del av stadskommunen Ulsan i den sydöstra delen av Sydkorea, 300 km sydost om huvudstaden Seoul. Beomseo-eup ligger cirka 10 kilometer nordväst om Ulsans centrum.